# Expedition 38
Expedition 38 è stata la 38ª missione di lunga durata verso la International Space Station (ISS), terminata nel marzo del 2014.

## Equipaggio
| Ruolo               | Novembre 2013                           | Novembre 2013 – Marzo 2014              |
| ------------------- | --------------------------------------- | --------------------------------------- |
| Comandante          | Oleg Kotov, Roscosmos Terzo volo        | Oleg Kotov, Roscosmos Terzo volo        |
| Ingegnere di volo 1 | Sergej Rjazanskij, Roscosmos Primo volo | Sergej Rjazanskij, Roscosmos Primo volo |
| Ingegnere di volo 2 | Michael Hopkins, NASA Primo volo        | Michael Hopkins, NASA Primo volo        |
| Ingegnere di volo 3 |                                         | Michail Tjurin, Roscosmos Terzo volo    |
| Ingegnere di volo 4 |                                         | Richard Mastracchio, NASA Quarto volo   |
| Ingegnere di volo 5 |                                         | Koichi Wakata, JAXA Quarto volo         |

FonteJAXA, NASA, ESA